# Orilka (Járkov)
Orilka (en ucraniano: Орілька; en ruso: Орелька, romanizado: Orelka) es un pueblo ucraniano perteneciente al óblast de Járkov. Situado en el noreste del país, forma parte del raión de Lozová y del municipio (hromada) de Lozová.

## Geografía
Orilka se encuentra en el margen izquierda del río Orilka (un afluente del Oril), en la frontera con el óblast de Dnipropetrovsk y 150 km al sur de Járkov. El río está represado cerca formando el embalse de Orilka.  

## Historia
Orilka fue fundada en el año 1902 en relación con la construcción de la línea ferroviaria Lozová-Krasnogrado.
Durante la Segunda Guerra Mundial, el pueblo estuvo repetidamente bajo ocupación alemana. Orelka fue ocupada por primera vez por la Wehrmacht el 10 de octubre de 1941 y liberado durante la ofensiva de invierno del Ejército Rojo el 29 de enero de 1942. El 15 de febrero de 1942 Orilka fue capturado por segunda vez por el ejército alemán y liberado el 17 de febrero de 1943.
Orilka recibió el estatus de asentamiento de tipo urbano en 1962.
Hasta el 18 de julio de 2020, Orilka era parte del municipio de Lozová, que era una ciudad de importancia regional. El estatus fue abolido en julio de 2020 como parte de la reforma administrativa de Ucrania, que redujo el número de raiones del óblast de Járkov a siete. El área del municipio de Lozová se fusionó con el raión de Lozová.En 2023, Orilka perdió el estatus de asentamiento de tipo urbano debido a la eliminación de este estatus administrativo.

## Demografía
La evolución de la población de Orilka entre 1989 y 2022 fue la siguiente:
| 4146                                                          | 3909 | 3328 | 3095 | 2828 |
| (Fuente: Cities & Towns of Ukraine y UKRAINE: Größere Städte) |      |      |      |      |

## Infraestructura

### Transporte
La estación de tren de Orilka se encuentra en la línea que conecta Lozová con Poltava vía Krasnogrado. El asentamiento tiene acceso a la autopista M18 que conecta Járkiv con Dnipró.